# Atribuce
Atribuce je sociálně-psychologický pojem označující nevnímání události jako úplně náhodné dění, přičemž lidé podléhají tendenci připisovat věcem významy, tj. mít potřebu věcem rozumět a vysvětlovat si je. Například když vidíte někoho upadnout, můžete to přisuzovat jeho povahovým vlastnostem (nemotornost) nebo situačním příčinám (banánová slupka na zemi) anebo náhodě. Atribuce tedy znamená připisování příčin dění kolem, vlastnímu chování i chování ostatních lidí. Existuje mnoho teorií o způsobech, jak si lidé tyto atribuce utváří. Řada těchto způsobů je navíc chybných či nepřesných (viz například základní atribuční chyba).
Atribuce umožňuje lidem pochopit příčiny vnitřních i vnějších událostí a pochopení těchto příčin jim umožňuje se lépe adaptovat.

## Proces atribuce
Atribuci předcházejí dva kroky:
1. percepce činu
2. hodnocení záměru činu.

Percepce činu je ovlivněna motivačními, kognitivními a podnětovými faktory. Hodnocení záměru činu je ovlivněno myšlenkovými zkratkami, neúplnými informacemi a předpojatostí pozorovatele. Proces probíhá jinak u cizího pozorovatele, kde je atribuce ovlivněna zejména informovaností pozorovatele a očekávaností chování aktéra, a jinak při atribuci známého pozorovatele nebo při sebepercepci, kde atribuující osoba rozlišuje především mezi pozitivním a negativním chováním.

## Vznik pojmu
První, kdo postuloval psychologickou teorii atribucí, byl F. Heider (1958). Ale až B. Weiner a jeho kolegové (1972, 1974, 1986) rozvinuli tuto koncepci tak, že se stala jedním z hlavních paradigmat sociální psychologie. Heider pojednával o „naivní“ psychologii. Z tohoto pohledu jsou lidé jako amatérští vědci, kteří se pokouší chápat chování druhých tím, že si skládají dohromady informace, dokud se jim nedostane rozumného vysvětlení nebo příčiny.
Teorie atribucí vyjadřuje, že lidé se pokoušejí zjistit, proč druzí lidé dělají to, co dělají. Člověk tak může chování druhého přisuzovat jedné i více příčinám. Podle Heidera to jsou atribuce:
1. vnitřní atribuce – závěr, že osoba se chová určitým způsobem z vnitřních pohnutek (postoj, charakter, osobnost)
2. vnější atribuce – závěr, že chování osoby je způsobeno situací, ve které se nachází.

Naše atribuce jsou také velmi ovlivněny našimi emocemi a motivacemi. Obviňování ostatních a vyhýbání se osobnímu obvinění jsou sebeobranné atribuce. Neutěšenou situaci druhého budeme připisovat jeho osudu, abychom od sebe oddálili myšlenku, že bychom se mohli do této situace dostat také. Druhým lidem připisujeme obecně také méně proměnlivosti, než sami sobě. Sami sebe vidíme jako člověka mnoha tváří a méně předvídatelného než ostatní. To je proto, že vidíme mnohem více z toho, co máme uvnitř, a také se sami sebou více zabýváme.

## Základní dělení atribuce

#### Vnější atribuce
Vnější atribuce, nazývaná také situační atribuce, označuje interpretaci něčího chování jako způsobené situací, ve které se jedinec nachází. Například pokud někdo píchne pneumatiku na svém automobilu, lze to připsat díře na silnici. Připisováním špatného stavu dálnice lze událost pochopit bez jakéhokoli nepohodlí, že ve skutečnosti mohla být výsledkem jejich špatného řízení. Dalším příkladem může být dítě, které připisuje své pocity počasí: venku prší → protože venku prší, dítě se cítí smutné.

#### Vnitřní atribuce
Vnitřní atribuce, nazývaná také dispoziční atribuce, označuje proces přiřazování příčiny chování k určitým vnitřním charakteristikám, jako jsou schopnosti a motivace, spíše než vnějším silám. Tento koncept se překrývá se zaměřením kontroly, ve kterém mají jednotlivci pocit, že jsou osobně zodpovědní za všechno, co se jim stane. Příkladem je dítě, které připisuje počasí svým pocitům: dítě je smutné → protože je dítě smutné, venku prší.

## Teorie a modely

### Psychologie zdravého rozumu
Ve své knize z roku 1958, "Psychologie mezilidských vztahů", se autor Fritz Heider snaží vysvětlit pojem mezilidské vztahy, podporuje zde koncept "zdravého rozumu" nebo "naivní psychologie". V jeho teoriích byl toho přesvědčení, že lidé pozorují, analyzují a snaží se vysvětlit chování pomocí logiky, i přes různá vysvětlení událostí od různých lidí z důvodu lidské nátury, Heider zařadil své teorie o vysvětlení do dvou kategorií: vnitřní (personální) a vnější (situační) atribuce. V případě, že se projeví vnitřní atribuce, vysvětlení daného chování je přiřazováno k charakteristikám jedince jako jsou schopnosti, osobnost, nálady, dispozice nebo osobní postoje. V případě vnější atribuce je příčina chování přiřazována k samotné situaci, ve které se chování odehrálo (chování jedince bylo vynuceno nebo iniciováno jeho prostředím či sociální situací), jako například: zadaný úkol, ostatní lidé nebo štěstí. U těchto dvou typů dochází k různým percepcím chování jednotlivce, který je zapojen v tomto chování.

### Teorie odvozování korespondentů
Teorie korespondenčního odvozování říká, že lidí provádějí odvození u osoby, pokud jsou jejich činnosti ve vlastní vůli, jsou nečekané a jejich cíl vede k malému počtu nežádoucích efektů. Podle Edward E. Jonese a Keitha Davise je teorie odvozování korespondentů, že lidé odvozují chování podle kontextu chování. Vysvětluje, jak se lidé snaží najít individuální charakteristiky osoby z výsledku jejich chování. Lidé sami odvozují chování na základě tří faktorů: stupeň volby, očekávatelnost chování a efekty na chování ostatních. Jako příklad si představme, že jeden člověk se rozhodne darovat polovinu svého bohatství na charitu a druhý pouze 5$. Z našeho pohledu by průměrná osoba nedarovala tolik peněz na charitu. Tímto aktem humanitárnosti je pro nás lehčí si k tomuto člověku přiřadit pozitivní vlastnosti, jako že je štědrý či ohleduplný. Druhý faktor, který ovlivňuje odvození z akcí a odvozenou charakteristiku, je počet rozdílů mezi chováním a volbami, které člověk zvolil v předchozích interakcích. Pokud zde nejsou malé nebo žádné rozdíly, odvození bude stejné jako akce z důvodu potvrzení předešlých otázek.

### Třídimenzní model
Bernard Weiner navrhuje, že jednotlivci mají počáteční afektivní reakce na potencionální důsledky vnitřních a vnějších motivů určité osoby, které poté ovlivňují budoucí chování. To znamená, že lidské sebepojetí či atribuce v aktivitě, kterou v minulosti zvládli nebo nezvládli, rozhodne o tom, jak se v této aktivitě budou v budoucnu angažovat. Weiner navrhuje, aby jednotlivci prováděli hledání vlastních atribucí a kognitivně hodnotili neformální vlastnosti ve svém chování, které zažívají. Pokud tyto atribuce povedou k pozitivnímu konci a vysoké pravděpodobnosti úspěchu, tyto atribuce by měly ústit ve vyšší ochotu přistupovat a pracovat na podobných úkolech než atribuce, které mají nízké očekávání budoucího úspěchu. V budoucnu tyto afektivní a kognitivní hodnocení ovlivní chování jedince, v případě že se setká s podobnou situací.

### Locus of control
S atribucí souvisí také osobnostní charakteristika locus of control (tzv. místo řízení/kontroly), která přisuzuje význam a dopad našich činů na okolní události – zda jsme schopni svým úsilím ovlivnit události, které se nám dějí, či nikoli. Rozlišují se dva typy lidí:
- internalisté: velká víra ve vlastní schopnost ovlivnit události, hledají příčiny spíše u sebe – vnitřní, záleží na nich, jak si v životě povedou, zda budou úspěšní či nikoli
- externalisté: příčiny (ne)úspěchu přisuzují vnějším okolnostem, chybí u nich pocit vlastní kontroly nad svým životem

## Atribuční tendence
I přesto, že se lidé snaží najít vysvětlení pro chování, často jejich předpoklady a závěry ovlivní zaujatost a chyby v percepci.

### Základní atribuční chyba
Základní atribuční chyba je tendence připisovat příčiny chování vlastnostem (postojům) dané osoby a nebrat v potaz situační okolnosti. U sebe naopak zdůrazňujeme situační příčiny. Základní atribuční chyba je nejlépe viditelná v případech, kdy se člověk snaží vysvětlit chování jiných. Například pokud má osoba nadváhu, naše první přesvědčení je, že mají problém s nadměrnou konzumací jídla nebo jsou líní, ale ne že by měli nějaký vážný důvod pro jejich obezitu, jako například zdravotní problém. V případě hodnocení ostatních je situační kontext často zapomínán na úkor dispozice pozorovaného člověka. Toto se děje z toho důvodu, že když se toto chování odehrává, všechna pozornost je věnována aktérovi a opomíjí se prostředí a situace. Převládají zde tedy dispoziční atribuce oproti situačním. V případě evaluace vlastního chování jsme více shovívaví a často přeháníme v ohledu na situační atribuce pokud se jedná o špatnou situaci. V případě dobré situace přeháníme zase osobní atribuce.

### Egocentrické tendence
S teorií egocentrických tendencí přišli v roce 1977 badatelé Schlenker a Miller. Jsou to atribuční tendence připisovat si úspěch (sebeprosazující tendence) a nehlásit se k neúspěchu (sebeochraňující tendence) ("Vyhrál jsem, protože jsem dobrý." X "Nevyhrál jsem, protože jsem měl smůlu."). Roli hraje i náročnost dosažení úspěchu (čím bylo dosažení úspěchu náročnější, tím více ho připisujeme svým dispozicím). U atribuce chování ostatních lidí je tendence obrácená ("Vyhrál, protože mu přálo štěstí." X "Nevyhrál, protože není dost dobrý.")

### Efekt aktér – pozorovatel
Efekt popsal v roce 1973 Nisbett tak, že aktér má u své osoby tendenci přeceňovat situaci a vytvářet situační atribuce („Nesložil jsem zkoušku, protože mě zkoušející nemá rád.“), zatímco pozorovatel má tendence o aktérově osobě vytvářet dispoziční atribuce ("Nesložil zkoušku, protože není dost chytrý.")

### Efekt falešného konsenzu
Efekt popisuje, že pozorovatel má tendenci považovat svoje chování a názory za obecnou normu, jiné varianty považuje za netypické. K efektu falešného konsenzu patří i tendence pamatovat si spíše chování a názory, které jsou nám blízké.

## Aplikace
Teorie atribucí je využívána například k vysvětlení výkonové motivace. Lidé vysoce orientovaní na výkon budou úkoly spíše plnit než se jim vyhýbat, protože věří, že mají dostatek schopností, a vyvíjejí dostatek úsilí, aby uspěli. Neúspěch by byl pak považován za smůlu či náhodu, která není jejich vinou. Neúspěch by tak neovlivnil jejich sebehodnocení, avšak úspěch by je podpořil. Na druhou stranu lidé málo orientovaní na výkon se vyhýbají úkolům, protože mají tendenci zpochybňovat vlastní schopnosti anebo předpokládají, že úspěch může být způsoben jen štěstím či náhodou nebo jinými faktory, které nemohou kontrolovat. Proto i když jsou úspěšní, není to pro ně povzbuzující, protože necítí zodpovědnost za úspěch.
V pedagogice jsou často zkoumány učitelovy atribuce žáků. Zde se uplatňují určité tendence v sociální percepci, např. přeceňování prvního dojmu. Učitelé často připisují žákům různé atribuce na základě prvního dojmu nebo informací – například vyšší nebo nižší inteligenci, píli nebo lenost – a na základě těchto atribucí se pak k žákům určitým způsobem chovají. Jsou-li žáci považovaní za méně inteligentní a líné úspěšní, učitelé si to často vykládají jako náhodu, a stejně tak jsou-li žáci považovaní za inteligentní a pilné neúspěšní, je to vykládáno jako důsledek mimořádné indispozice. Tendence špatného úsudku při vysvětlování příčin chování se nazývá atribuční chyba.

## Kritika
Teorie atribuce byla kritizována jako mechanistická a redukcionistická za předpokladu, že lidé jsou racionální, logičtí a systematičtí myslitelé. Rovněž se nezabývá sociálními, kulturními a historickými faktory, které utvářejí příčiny atribuce. Toto bylo značně řešeno analýzou diskurzu (discourse analysis), což je odvětví psychologie, které upřednostňuje použití kvalitativních metod včetně použití jazyka k pochopení psychologických jevů. Teorie lingvistické kategorizace například ukazuje, jak jazyk ovlivňuje náš atribuční styl.